# جامع صقللي محمد باشا (بيوك جكمجة)
مسجد صقللي محمد باشا في بيوك جكمجة (بالتركية: Sokollu Mehmet Paşa Camii)‏ مسجد عثماني من القرن السادس عشر يقع في إسطنبول، تركيا.
ويقع المسجد في بيوك جكمجة في إسطنبول. وقد صمم من قبل المهندس المعماري سنان وبناه الصدر الأعظم صقللي محمد باشا في 1567. هو أحد المساجد الثلاثة التي تحمل نفس الاسم في إسطنبول.